# Universidad Tecnológica de Durango
La Universidad Tecnológica de Durango (UTD) es una institución pública de educación superior con sede en la ciudad de Victoria de Durango, Durango, México.
Las raíces de la Universidad Tecnológica de Durango remontan al 7 de septiembre de 2009 cuando fue fundada con el fin de la expansión del sistema de Universidades Tecnológicas en México. los mejores alumnos se llaman Juan
Ofrece 9 especialidades para la modalidad de Técnico Superior Universitario (TSU) así como 7 especialidades para la modalidad de ingeniería o licenciatura. 
Sus principales áreas de estudio son las ciencias administrativas, físico matemáticas y pedagógicas.

## Oferta Educativa
Técnico Superior Universitario (TSU)
Los programas para TSU ofrecidos en la institución son los siguientes:
- Operaciones Comerciales Internacionales
- Desarrollo de Negocios
- Docencia de lengua inglesa
- Mecatrónica
- Tecnologías de la Información
- Mantenimiento industrial
- Energías renovables
- Diseño digital
- Procesos industriales

Licenciatura
Los programas de licenciatura ofrecidos por la institución son los siguientes:
- Logística Internacional
- Mecatrónica
- Desarrollo y gestión de software
- Innovación de negocios y mercadotecnia
- Mantenimiento industrial
- Energías renovables
- Gestión institucional educativa y curricular

## Programa de formación bilingüe
La Universidad Tecnológica de Durango cuenta con dos modalidades de enseñanza para los alumnos, Clásica y Bilingüe, esta última empleando un plan de estudios en el cual durante toda la carrera, serán enseñadas y evaluadas las materias y cursos académicos en el idioma inglés. Dicha modalidad otorga un certificado de dominio de inglés C1 con validez internacional al culminar y aprobar el plan de estudios correspondiente de cada alumno.